# Biserica reformată din Tureni

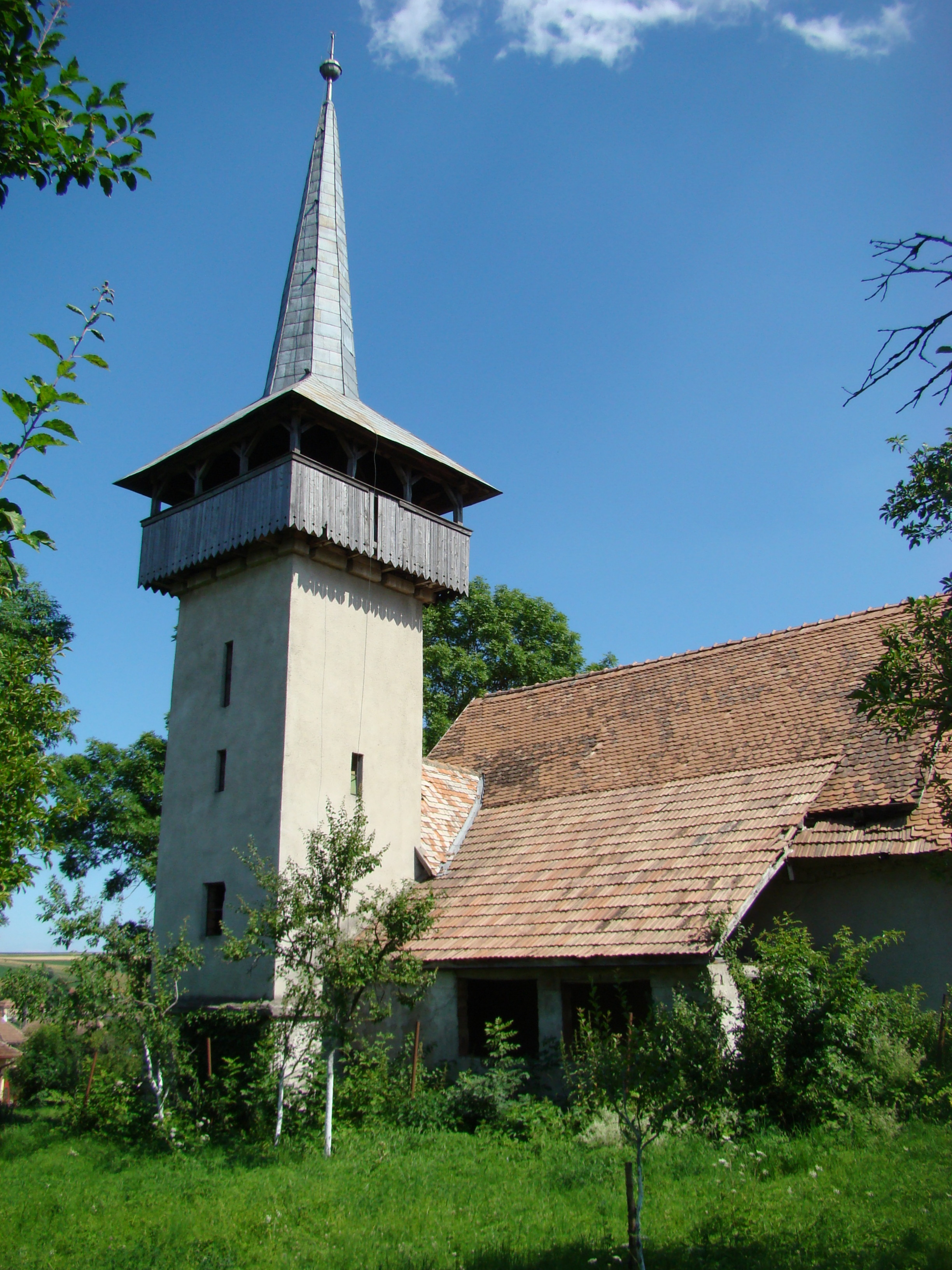
Tureni, biserica reformată-calvină (iulie 2014)

Biserica reformată din Tureni este un lăcaș de cult aflat pe teritoriul satului Tureni, comuna Tureni. A fost construită în 1727, fiind una dintre cele mai vechi biserici reformate din zona orașului Turda.

## Localitatea
Tureni (în maghiară Tordatúr) este satul de reședință al comunei cu același nume din județul Cluj, Transilvania, România. Prima mențiune documentară este din 1276, cu numele de Villa Thur.

## Biserica
Biserica reformată a fost construită în anul 1727 și renovată în anii '70, sub conducerea istoricului de artă László Debreczeni.

## Imagini din exterior

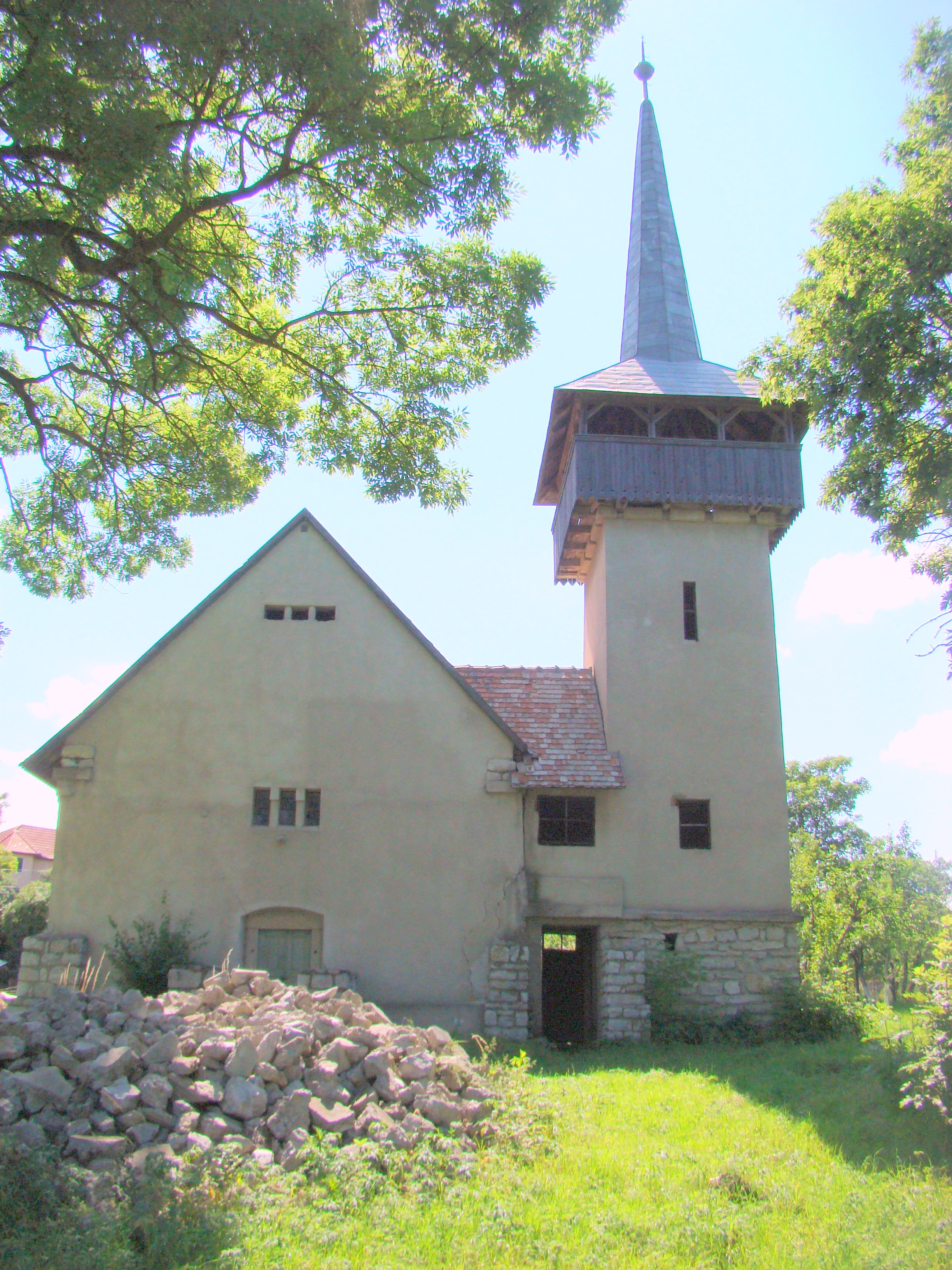
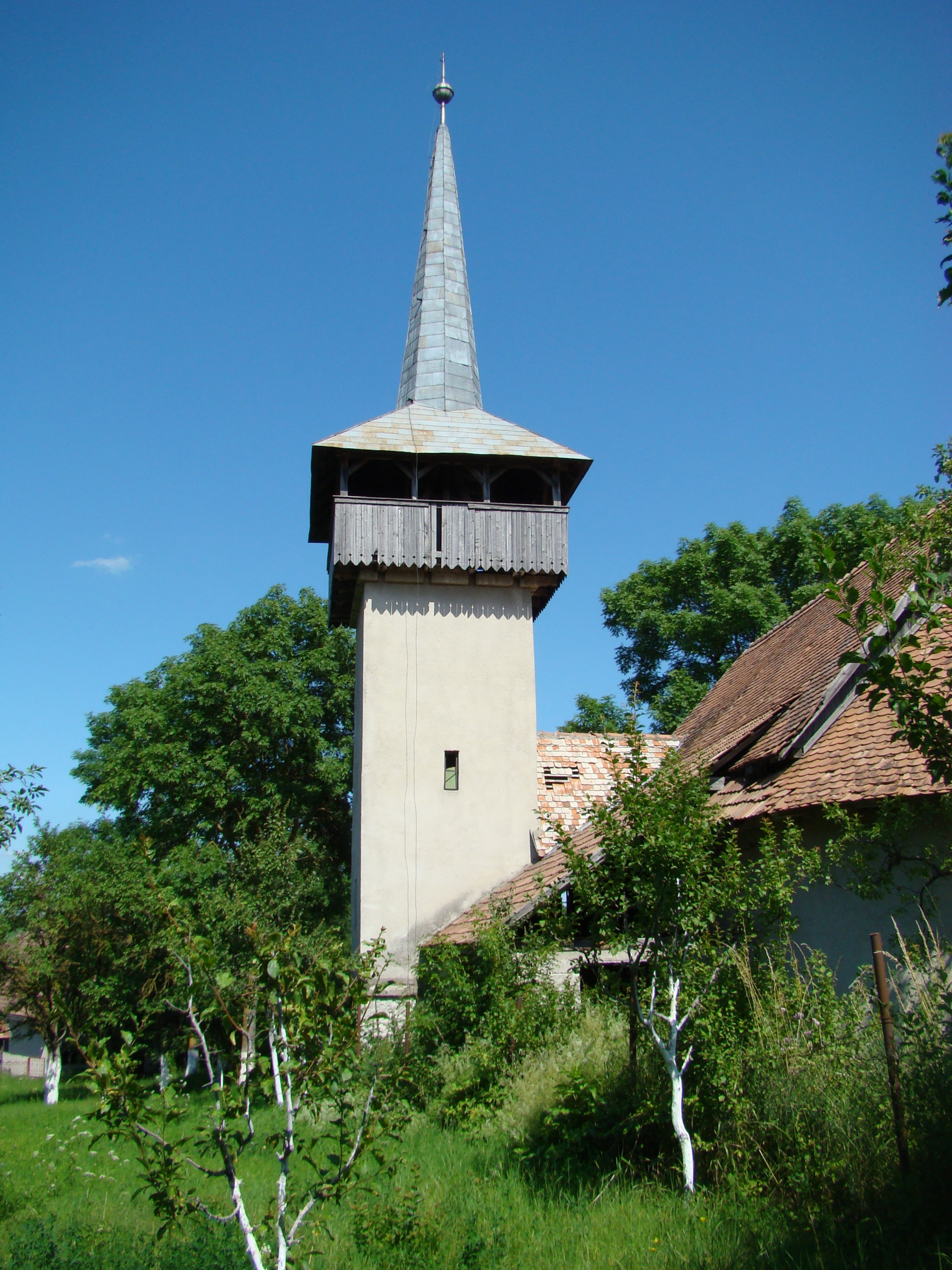
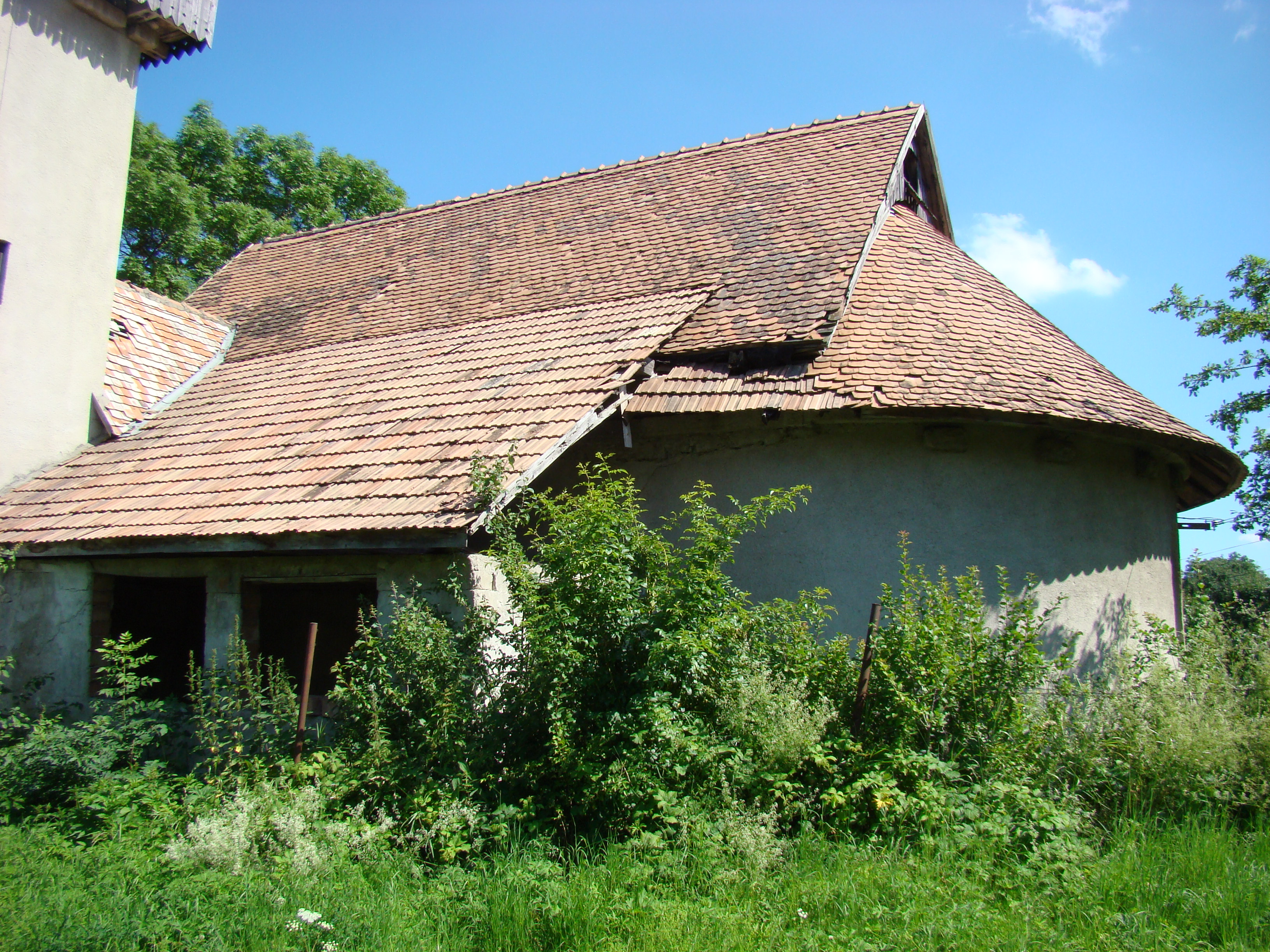
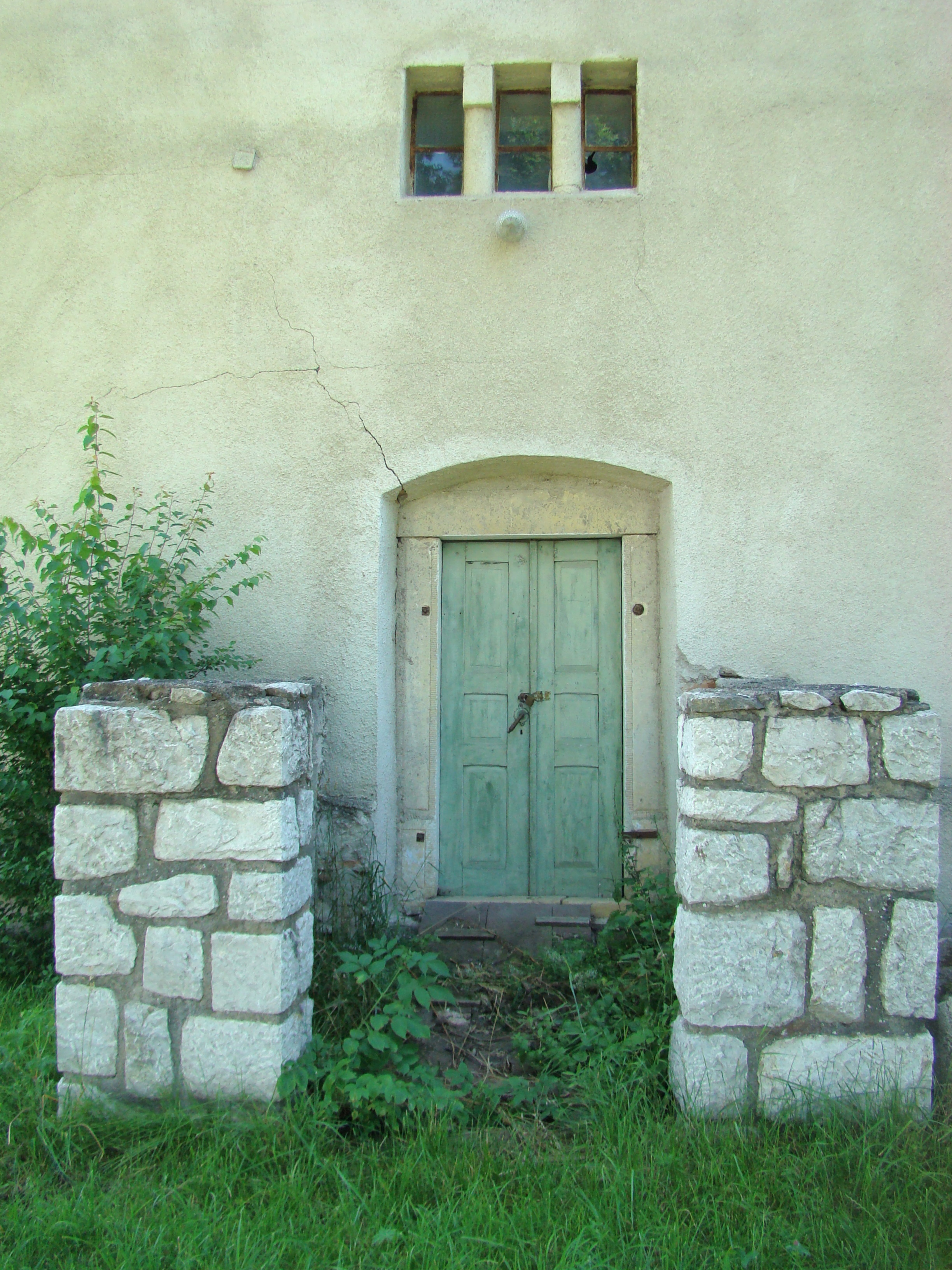
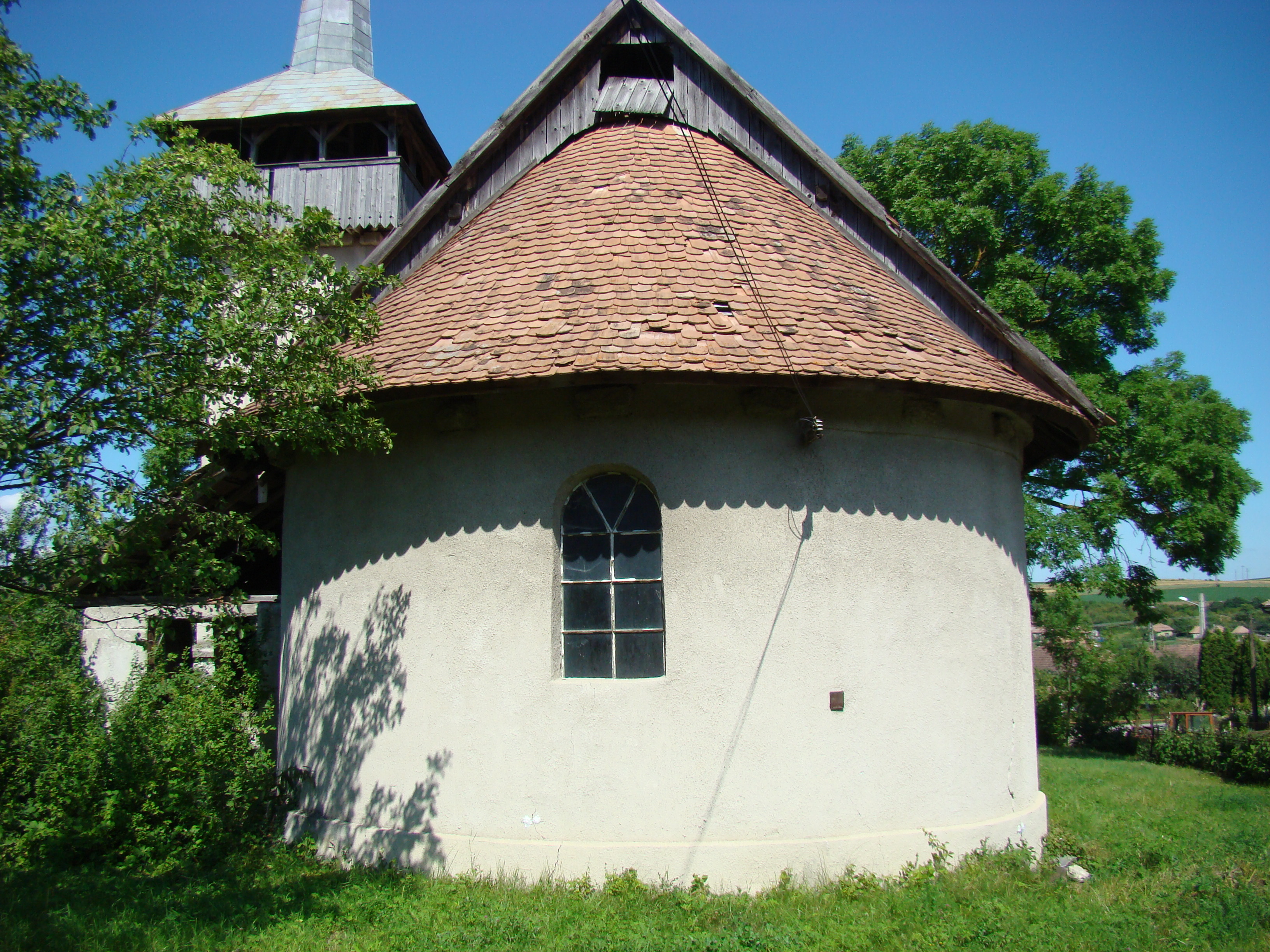
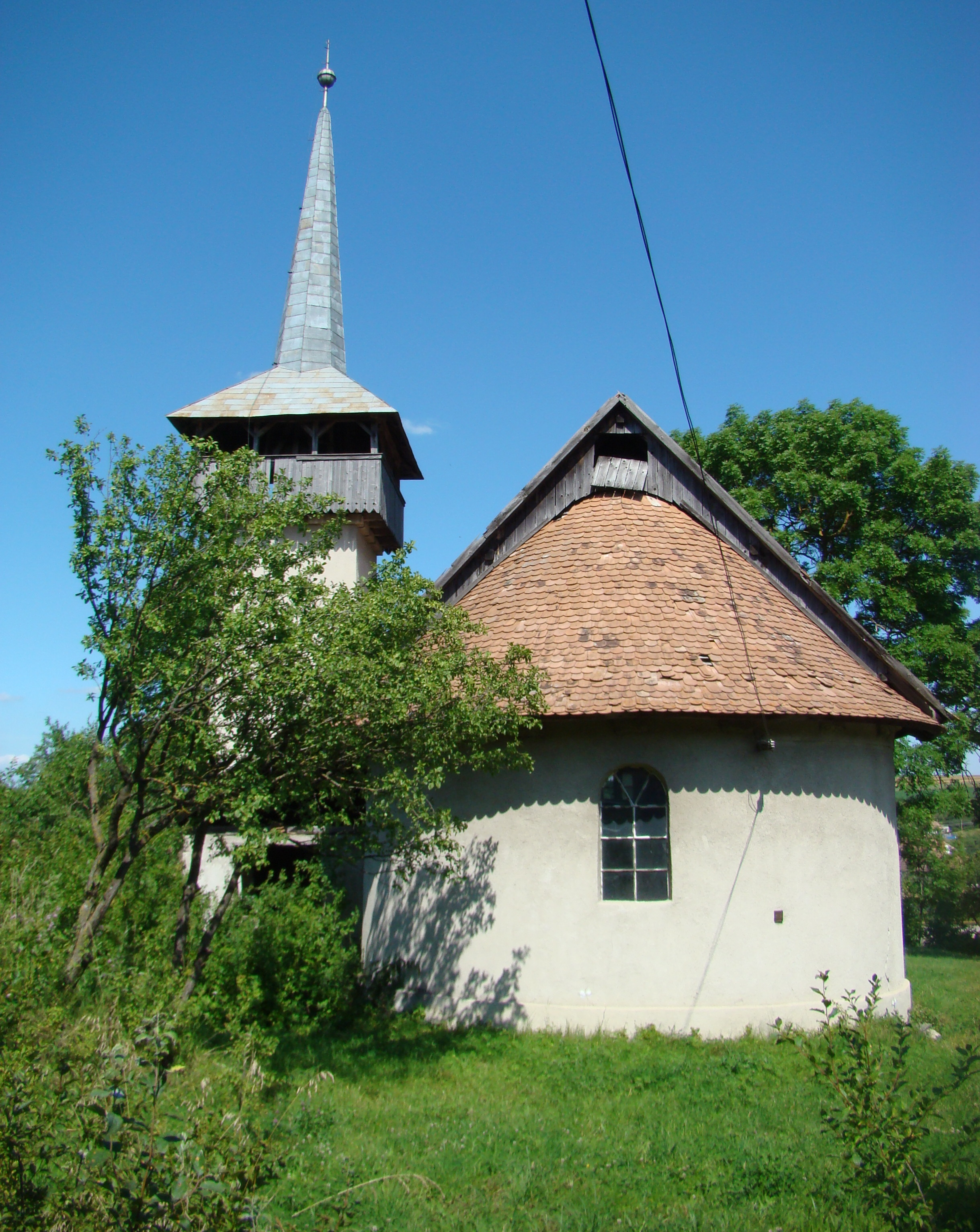

## Vezi și
- Tureni, Cluj